# Geos (software)
Geos (Graphic Environment Operating System) is een door de Amerikaanse firma Berkeley Software midden jaren tachtig ontwikkeld besturingssysteem. Het was een van de eerste goed werkende en overzichtelijke besturingssystemen die met een muis te bedienen was. 

## Inhoud
Geos had een volledig arsenaal aan programma's, waaronder GeoPaint, een tekenprogramma, en GeoWrite, een tekstverwerker. Het had ook een DeskTop, het bureaublad waar je alle iconen neer kon zetten. 

## Commercie
Geos was verkrijgbaar voor de Commodore 64 en de Commodore 128.
Geos was een gebruiksvriendelijk programma dat de verkopen van met name de Commodore 64 een boost gaf. Met een 1351 muis kon je vrijelijk bewegen (net als nu bij Windows het geval is) maar de cursor kon ook via de joystick worden bewogen. 

## Einde
Berkeley Software is uiteindelijk over de kop gegaan toen computers voorzien van Windows-besturingssoftware van Microsoft de Commodore-computers verdrong.